# Osiedle SM Przy SGGW
Osiedle SM Przy SGGW (także: osiedle mieszkaniowe Bażanty) – osiedle mieszkaniowe w dzielnicy Ursynów w Warszawie.

## Położenie i charakterystyka
Osiedle SM Przy SGGW znajduje się na warszawskim Ursynowie, w północnej części obszaru Miejskiego Systemu Informacji Kabaty. Składają się na nie trzy budynki pod adresami ul. Przy Bażantarni 11 i 13, położone w rejonie alei Komisji Edukacji Narodowej, ulicy Karola Borsuka i alei Kasztanowej.
Osiedle zostało wybudowane w latach 1998–2000 według projektu pracowni Sołtyk & Sołtyk Architekci Sp. z o.o. Głównym architektem był Stanisław Sołtyk, a za konstrukcję odpowiadał Andrzej Krawczyk. Jego projekt powstał w latach 1998–1999. Wybudowane zostało w dwóch etapach – pierwszy powstał budynek przy ul. Przy Bażantarni 13. Łączna powierzchnia działek to 16 588,1 m² (odpowiednio 7420 m² pod nr 11 i 9168 m² pod nr 13). Inwestorem była powstała w 1998 roku Spółdzielnia Mieszkaniowa Przy Szkole Głównej Gospodarstwa Wiejskiego.

## Architektura
Budynek pod adresem Przy Bażantarni 13 (pierwotny nr to 9) powstał na trójkątnej działce ograniczonej ulicami: Przy Bażantarni, Karola Borsuka (wcześniejsza nazwa to ul. Gminna) i aleją Kasztanową. Mieści 159 mieszkań o łącznej powierzchni użytkowej wynoszącej 11 122,3 m². Zaprojektowano także lokale usługowe o powierzchni 1137,5 m². Kubatura budynku to 88 287 m³. Pod obiektem o 7 kondygnacjach nadziemnych znajduje się jednopoziomowy garaż podziemny mieszczący 223 miejsca postojowe. Zaprojektowano także 70 miejsc parkingowych wokół budynku. Dziedziniec otwarty jest na tereny zielone.
Pod adresem Przy Bażantarni 11 znajdują się dwa budynki, o maksymalnie 7 kondygnacjach wraz z poddaszem, z wewnętrznym dziedzińcem z placem zabaw. Mieszczą one 108 mieszkań o łącznej powierzchni 8537,2 m². Dwie pierwsze kondygnacje zajęte są przez lokale usługowe. Całkowita powierzchnia użytkowa budynków to 16 555 m². Pod działką znajduje się dwupoziomowy garaż podziemny ze 193 miejscami parkingowymi.
Budynki mają elewacje w kolorze żółtym z seledynowymi elementami konstrukcyjnymi uzupełnionymi ceglanym licowaniem. Zdobione są dużą ilością detali architektonicznych, takimi jak m.in. ramy okienne, balustrady balkonów i słupy dźwigające piętro. Dachy są wysokie z wysokimi kominami. Występują trójkątne balkony i wykusze. W budynku pod adresem Przy Bażantarni 11 narożniki zostały tak zaplanowane, że według autorów przypominają motyw kostki Rubika. Jedna ze ścian została specjalnie wygięta, aby pozostawić przestrzeń dla kasztanowca. Od strony al. Komisji Edukacji Narodowej skrzydło ma formę szklanej wieży. Część usługowa, o wysokości dwóch kondygnacji, od tej strony także jest przeszklona. Z kolei budynek pod numerem 13 wieńczy ostry narożnik, mający cechy architektury ekspresjonistycznej.

## Odbiór
Osiedle zostało ujęte w książce Aleksandry Stępień-Dąbrowskiej „Jakby luksusowo. Przewodnik po architekturze Warszawy lat 90.”, nominowanej do Nagrody Architektonicznej Prezydenta m.st. Warszawy 2022, wśród 94 wyselekcjonowanych i opisanych obiektów w Warszawie, które najpełniej ukazują styl architektoniczny, trendy i różnorodność architektoniczną tego okresu w stolicy. Autorka nazwała go „jedną z bardziej niesamowitych postmodernistycznych realizacji dekady”. Z kolei Anna Cymer w książce „Długie lata 90. Architektura w Polsce czasów transformacji” zwróciła uwagę na wyrazisty pomysł na architekturę wielorodzinną z „uderzającą kolorystyką”.
Osiedle otrzymało nagrodę Złotego Żurawia za lata 1999–2000 w ramach dorocznego konkursu architektonicznego dotyczącego południowej części aglomeracji warszawskiej organizowanego przez tygodnik „Pasmo”.

## Galeria
| - Widok na osiedle z powietrza, od al. Komisji Edukacji Narodowej, po lewej al. Kasztanowa - Budynek przy ul. Przy Bażantarni 11, widok od południa. Widoczny motyw kostki Rubika na narożnikach i wysokie kominy - Ostry wschodni narożnik budynku przy ul. Przy Bażantarni 13 - Budynek przy ul. Przy Bażantarni 13, widok na główne wejście, od południa. Widoczne trójkątne balkony i wykusze - Budynek przy ul. Przy Bażantarni 13, widok od północy. Widoczne elementy ceglane na elewacji |